# Tetragnatha visenda
Tetragnatha visenda este o specie de păianjeni din genul Tetragnatha, familia Tetragnathidae, descrisă de Chickering, 1957.
Este endemică în Jamaica. Conform Catalogue of Life specia Tetragnatha visenda nu are subspecii cunoscute.